# スティーヴン・コールドウェル
スティーヴン・コールドウェル（Steven Caldwell, 1980年9月12日 - ）は、スコットランド・スターリング出身の元サッカー選手。元スコットランド代表。ポジションはディフェンダー。
スコットランド出身ながらも、ニューカッスル・ユナイテッドFC、ブラックプールFC、ブラッドフォード・シティAFC、リーズ・ユナイテッドAFC、サンダーランドAFC、バーンリーFC、ウィガン・アスレティックFC、バーミンガム・シティFCといったイングランドのリーグにおいてトップから3部までのクラブでプレーし、また、300試合以上に出場した。スコットランド代表としては、2001年から2011年までの10年間で12試合に出場。
元スコットランド代表DFでサッカー監督のガリーは弟。

## 経歴

### クラブ

#### ニューカッスル
スコットランドのスターリングにて生まれ、弟のガリーと共に プレミアリーグ (イングランド1部)のニューカッスル・ユナイテッドFCでキャリアを始めた。2004年までに28試合に出場し、リーグカップのブラッドフォード・シティAFC戦、リーグのウェストハム・ユナイテッドFC戦で得点した。また、在籍中には、様々なクラブにへ期限付き移籍に出されており、最初のブラックプールFC時代において、フットボールリーグトロフィーのストーク・シティFC戦とブラッドフォード・シティ戦で得点し、ストーク・シティ戦がプロキャリア初得点だった。ブラッドフォード・シティへの2度の期限付き移籍を経て、2004年にマイケル・ブリッジスとの入れ替わりの形で加入したリーズ・ユナイテッドAFCでは、ブラックバーン・ローバーズFC戦 (2-1)において先制点を挙げて勝利に貢献するなど降格の危機に喘ぐチームを救う為に奮闘したものの、最終的にチャンピオンシップ (2部)への降格を経験した。

#### サンダーランド
リーズ・ユナイテッドへの期限付き期間終了に伴い、保有元のニューカッスルに復帰した後、2004年6月7日にサンダーランドAFCに移籍した。ニューカッスルからライバル関係にあるサンダーランドへ移籍した選手としては、1997年のリー・クラーク以来となった。サンダーランドでは、ギャリー・ブリーンと強固な守備を形成し、2005年4月23日のレスター・シティFC戦で決勝点を挙げ、プレミアリーグ復帰に貢献した。しかし、その後は負傷に悩まされた影響から徐々に出場機会を失っていき、特にロイ・キーン監督の下ではシーズンの半分も起用されず放出要員となり、サンダーランドは同じチャンピオンシップのバーンリーFCとコヴェントリー・シティFCからのオファーを受け入れた。

#### バーンリー
2007年1月の移籍期限が終了する僅か9分前に移籍金40万ポンドでバーンリーFCと3年契約を締結する。加入から程なくして主将に就任し、妥協しないタックルはファンから人気を集めたコールドウェルは、2008-09シーズンにおいて公式戦57試合に出場してチームの守備を支えプレミアリーグ昇格に大きく貢献しており、2009年5月にシェフィールド・ユナイテッドFCを破ってプレーオフを制して昇格が決定した際にはキャリア最高の瞬間と語った。なお、2008年9月の本拠地でのプレストン・ノースエンドFC戦、2009年3月の敵地のプリマス・アーガイルFC戦のリーグ戦2試合で得点を挙げている。
プレミアリーグ昇格を果たした2009-10シーズンは、負傷に苦戦してシーズンを終了すると、2009年5月11日に契約満了によって100試合以上出場したバーンリーから退団することになった。

#### ウィガン
2010年8月23日にウィガン・アスレティックFCと1年契約を締結。弟のガリーと久しぶりに再会し、1980年代のウォーレン (Warren)とウェイン (Wayne)のアスピノール (Aspinall)兄弟以来のウィガンでプレーする兄弟となった。翌24日にリーグカップ2回戦のハートリプール・ユナイテッドFC戦 (3-0)において、90分フル出場で公式戦初出場、2010年10月16日に敵地セント・ジェームズ・パークで行われた古巣ニューカッスル戦 (2-2)でリーグ初出場を飾る。2010-11シーズン終了に伴い契約満了で退団した。

#### バーミンガム

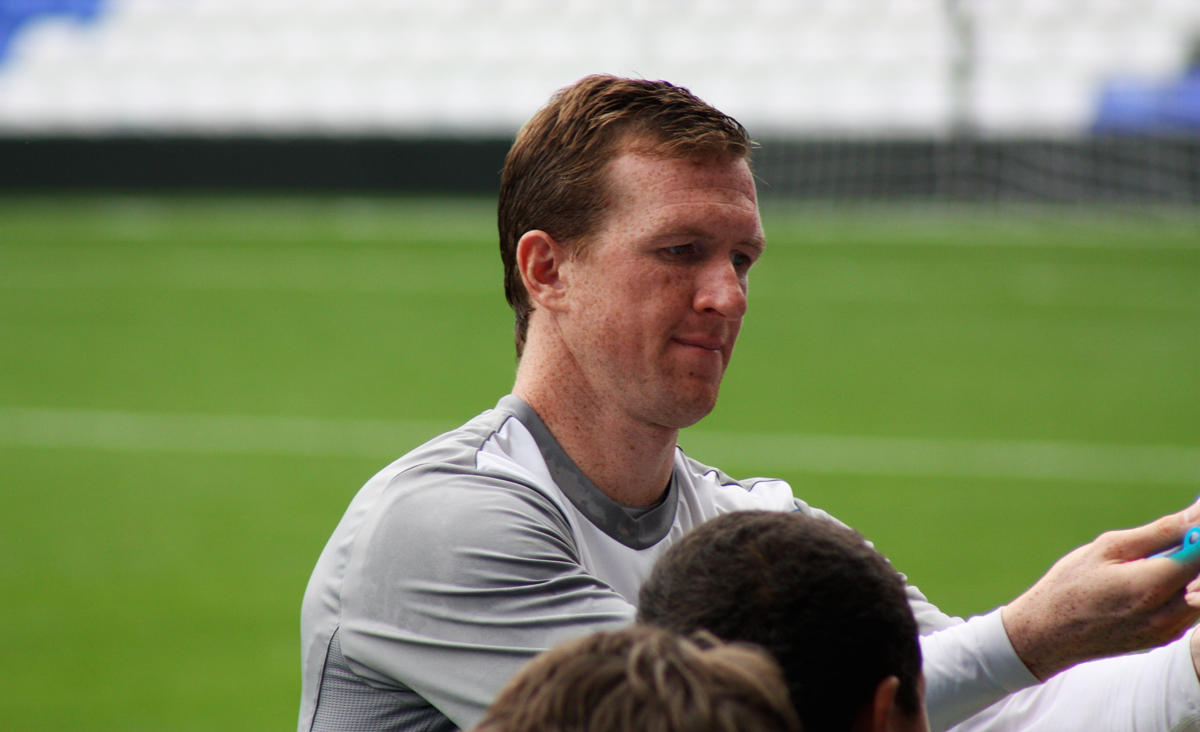
セント・アンドルーズ・スタジアムで練習するコールドウェル (2011)

2011年7月7日、チャンピオンシップに降格したバーミンガム・シティFCと2年契約を締結する。2011-12シーズン開幕戦のダービー・カウンティFC戦 (1-2)で初出場、8月14日にリーグカップのバーネットFC戦で初得点を記録。クラブ史上50年ぶりの欧州カップ戦であるUEFAヨーロッパリーグ 2011-12プレイオフのCDナシオナル (ポルトガル1部)との第1戦において、頭でシュートを放つもポストに弾かれた。
バーミンガム加入してからは、カーティス・デイヴィスとのコンビでチームを支えていたが、2012-13シーズン最後の2ヶ月間を主に左サイドバックを務めていたポール・ロビンソンに定位置を明け渡し、シーズンを終了した。更に、シーズン終了後に若返りを図る方針により、1年の契約延長オプションが行使されないことが判明した。

#### トロント
2012-13シーズン終了後、バーミンガムとの契約期間満了まで残り数週間となった2013年5月7日にメジャーリーグサッカー (アメリカ1部)のトロントFCへ期限付き移籍に出される。5月18日のコロンバス・クルー戦 (0-1)において、先発で初出場を飾ったコールドウェルは、デビュー戦を落とし「ひどく失望した」とものとなったが、4バックの一角として失点数の減少に貢献したことが評価され、バーミンガムとの契約満了後の2013年7月2日に2年半契約で完全移籍を果たすと、守備だけでなく、7月3日のモントリオール・インパクトとの重要な一戦 (3-3)で初得点を挙げ、活躍を見せた。トロント加入以来、中心選手としてチームを牽引する姿勢によって、7月13日に主将のダレン・オディーが移籍以降は主将を引き継いでおり、12月には、クラブのニュースサイトWaking the Redの読者投票に加え、サポーターズグループRed Patch Boysから2013年度の最優秀選手に選出された。

### 代表
スコットランド代表としては、2001年4月25日にズジスワフ・クシシコビアック・スタジアムでのポーランド戦 (1-1)で初出場を飾って以来、2011年2月のネイションズカップでの北アイルランド戦までの12試合に出場し、2003年2月12日のハムデン・パークでのアイルランド共和国戦 (0-2)が本拠地でのデビュー戦だった。
2006 FIFAワールドカップ・ヨーロッパ予選では、キシナウのジンブル・スタジアムで行われたモルドバ戦 (1-1)、ツェリェのアレーナ・ペトロールで行われたスロベニア戦 (0-3)の2試合に出場。2010 FIFAワールドカップ・ヨーロッパ予選は、ノルウェー戦 (0-4)での1試合のみだった。

## 個人成績

### クラブでの出場記録
出典:
| クラブ                  | シーズン         | 国内リーグ         | 国内リーグ | 国内リーグ | カップ | カップ | リーグカップ | リーグカップ | 国際大会 | 国際大会 | 合計  | 合計 |
| クラブ                  | シーズン         | 所属リーグ         | 出場       | 得点       | 出場   | 得点   | 出場         | 得点         | 出場     | 得点     | 出場  | 得点 |
| ----------------------- | ---------------- | ------------------ | ---------- | ---------- | ------ | ------ | ------------ | ------------ | -------- | -------- | ----- | ---- |
| ニューカッスル          | 1998-99          | プレミアリーグ     | 0          | 0          | 0      | 0      | 0            | 0            | 0        | 0        | 0     | 0    |
| ニューカッスル          | 1999-2000        | プレミアリーグ     | 0          | 0          | 0      | 0      | 0            | 0            | 0        | 0        | 0     | 0    |
| ニューカッスル          | 2000-01          | プレミアリーグ     | 9          | 0          | 0      | 0      | 1            | 1            | -        | -        | 10    | 1    |
| ニューカッスル          | 2001-02          | プレミアリーグ     | 0          | 0          | 0      | 0      | 0            | 0            | 3        | 0        | 3     | 0    |
| ニューカッスル          | 2002-03          | プレミアリーグ     | 14         | 1          | 0      | 0      | 1            | 0            | 2        | 0        | 17    | 1    |
| ニューカッスル          | 2003-04          | プレミアリーグ     | 5          | 0          | 0      | 0      | 1            | 0            | 1        | 0        | 7     | 0    |
| ニューカッスル          | 合計             | 合計               | 28         | 1          | 0      | 0      | 3            | 1            | 6        | 0        | 37    | 2    |
| ブラックプール (loan)   | 2001-02          | ディヴィジョン2    | 6          | 0          | -      | -      | -            | -            | -        | -        | 7[a]  | 1    |
| ブラックプール (loan)   | 合計             | 合計               | 6          | 0          | -      | -      | -            | -            | -        | -        | 7     | 1    |
| ブラッドフォード (loan) | 2001-02          | ディヴィジョン1    | 9          | 0          | -      | -      | -            | -            | -        | -        | 9     | 0    |
| ブラッドフォード (loan) | 合計             | 合計               | 9          | 0          | -      | -      | -            | -            | -        | -        | 9     | 0    |
| リーズ (loan)           | 2003-04          | プレミアリーグ     | 13         | 1          | -      | -      | -            | -            | -        | -        | 13    | 1    |
| リーズ (loan)           | 合計             | 合計               | 13         | 1          | -      | -      | -            | -            | -        | -        | 13    | 1    |
| サンダーランド          | 2004-05          | チャンピオンシップ | 41         | 4          | 1      | 0      | 2            | 1            | -        | -        | 44    | 5    |
| サンダーランド          | 2005-06          | プレミアリーグ     | 24         | 0          | 0      | 0      | 2            | 0            | -        | -        | 26    | 0    |
| サンダーランド          | 2006-07          | チャンピオンシップ | 11         | 0          | 0      | 0      | 0            | 0            | -        | -        | 11    | 0    |
| サンダーランド          | 合計             | 合計               | 76         | 4          | 1      | 0      | 4            | 1            | -        | -        | 81    | 5    |
| バーンリー              | 2006-07          | チャンピオンシップ | 17         | 0          | -      | -      | -            | -            | -        | -        | 17    | 0    |
| バーンリー              | 2007-08          | チャンピオンシップ | 29         | 2          | 1      | 0      | 2            | 0            | -        | -        | 32    | 2    |
| バーンリー              | 2008-09          | チャンピオンシップ | 45         | 2          | 4      | 0      | 5            | 0            | -        | -        | 57[b] | 2    |
| バーンリー              | 2009-10          | プレミアリーグ     | 13         | 1          | 0      | 0      | 0            | 0            | -        | -        | 13    | 1    |
| バーンリー              | 合計             | 合計               | 104        | 5          | 5      | 0      | 7            | 0            | -        | -        | 119   | 5    |
| ウィガン                | 2010-11          | プレミアリーグ     | 10         | 0          | 2      | 0      | 3            | 0            | -        | -        | 15    | 0    |
| ウィガン                | 合計             | 合計               | 10         | 0          | 2      | 0      | 3            | 0            | -        | -        | 15    | 0    |
| バーミンガム            | 2011-12          | チャンピオンシップ | 43         | 0          | 3      | 0      | 0            | 0            | 6        | 0        | 52    | 0    |
| バーミンガム            | 2012-13          | チャンピオンシップ | 34         | 1          | 2      | 0      | 2            | 1            | -        | -        | 38    | 2    |
| バーミンガム            | 合計             | 合計               | 77         | 1          | 5      | 0      | 2            | 1            | 6        | 0        | 90    | 2    |
| トロント                | 2013             | メジャーリーグ     | 23         | 1          | -      | -      | -            | -            | -        | -        | 23    | 1    |
| トロント                | 2014             | メジャーリーグ     | 21         | 0          | 3      | 0      | -            | -            | -        | -        | 24    | 0    |
| トロント                | 2015             | メジャーリーグ     | 2          | 0          | 0      | 0      | -            | -            | -        | -        | 2     | 0    |
| トロント                | 合計             | 合計               | 46         | 1          | 3      | 0      | -            | -            | -        | -        | 49    | 1    |
| キャリア通算成績        | キャリア通算成績 | キャリア通算成績   | 369        | 13         | 16     | 0      | 19           | 3            | 16       | 1        | 420   | 17   |

a. ^ フットボールリーグトロフィー1試合1得点を含む
b. ^ フットボールリーグ・チャンピオンシッププレーオフ3試合0得点を含む

### 代表での成績
出典:
| スコットランド代表 | スコットランド代表 | スコットランド代表 |
| 年                 | 出場               | 得点               |
| ------------------ | ------------------ | ------------------ |
| 2001               | 1                  | 0                  |
| 2003               | 1                  | 0                  |
| 2004               | 3                  | 0                  |
| 2005               | 3                  | 0                  |
| 2006               | 1                  | 0                  |
| 2009               | 1                  | 0                  |
| 2010               | 1                  | 0                  |
| 2011               | 1                  | 0                  |
| Total              | 12                 | 0                  |

## 獲得タイトル
クラブ
 サンダーランドAFC
- フットボールリーグ・チャンピオンシップ : 2004-05